# Amoklauf von Eching und Freising

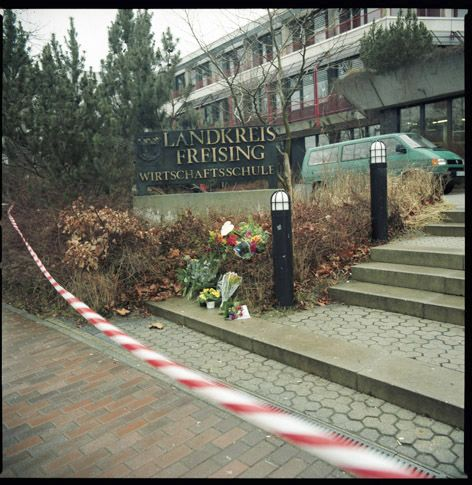
Wirtschaftsschule in Freising am Tag der Tat, von der Wippenhauser Straße aus gesehen

Der Amoklauf von Eching und Freising ereignete sich am Dienstag, den 19. Februar 2002, an dem ehemaligen Arbeitsplatz und der ehemaligen Schule des 22-jährigen Adam Labus. Er tötete drei Menschen und verletzte einen weiteren schwer.

## Tathergang
Am Morgen fuhr der polnischstämmige Labus in militärischer Tarnkleidung mit einem Taxi zur Firma in Eching (Landkreis Freising), die ihm kurz vorher gekündigt hatte und in der er eineinhalb Jahre in der Lohnabfüllung gearbeitet hatte, bis man ihn angeblich wegen Faulheit entließ. Dort angekommen, tötete er mit einer Selbstladepistole vom Typ Tokarew TT-33 aus jugoslawischer Produktion und einer Gaspistole den 38-jährigen Betriebsleiter und schoss einen 40-jährigen Vorarbeiter an, der kurz darauf seinen Verletzungen erlag.
Danach fuhr er mit demselben Taxi zur Wirtschaftsschule in Freising, die er besucht hatte, tötete den Schulleiter und verletzte einen Religionslehrer schwer. Währenddessen zündete er Rohrbomben. Schließlich tötete sich Labus durch Rohrbomben, eine Handgranate und einen Kopfschuss selbst.
Die Polizei konnte die Leiche nicht bergen, da sie im Rucksack von Labus weitere Waffen oder Sprengsätze vermutete. Die Leiche wurde schließlich durch ein Sprengkommando aus der Schule geholt.

## Motiv
Adam Labus, 1979 in Zabrze geboren, siedelte 1988 mit seiner Familie von Polen nach Deutschland über. Die Anpassung an die neue Umgebung fiel ihm schwer. Er fiel immer wieder durch Diebstähle von Fahrrädern auf und hatte immer wieder mit der Polizei zu tun. Labus galt in der Schule als aufmüpfig, vorlaut und schlechter Schüler. Lehrer erinnerten sich noch Jahre später, wie Labus seinen bevorstehenden Rauswurf aus der Wirtschaftsschule mit fünf Worten kommentierte. Er drohte dem Kollegium: „Ich werde Sie alle erschießen.“
Nach seiner Entlassung aus der Schule befand sich Labus im Jahr 1995 einmal in psychiatrischer Behandlung, aus der Münchener Klinik war Labus damals ausgebrochen. Später nahm er an einem Resozialisierungsprojekt an der Nordsee in Dänemark teil. Labus hatte, bereits damals in Tarnkleidung, versucht, eine Tankstelle zu überfallen. Labus fing an, Waffen zu sammeln und ging zur Bundeswehr. Dort wurde er jedoch vorzeitig entlassen, weil er Medikamente gestohlen hatte.
Als Motiv nahmen die Ermittler Rache für eine erst vor wenigen Tagen vor der Tat ausgesprochene Kündigung an. Gegen den Schützen war zudem wegen Raubes und Betruges ermittelt worden.
Auf Grund seines äußeren Erscheinungsbildes und seines Outfits konnte die Polizei Erding zunächst nicht ausschließen, dass Labus mit der Neonazi-Szene sympathisiert habe; eine rechtsextreme Gesinnung sei bei dem 22-Jährigen offensichtlich. Allerdings gab das Polizeipräsidium Oberbayern an, keine Hinweise auf eine rechtsradikale Aktivität des Täters zu haben.
Die Münchner Boulevardzeitung „tz“ druckte einen mit „Heil H…“ unterschriebenen Brief ab, den Labus im Oktober 1996 an einen Freund geschickt haben soll.
Amokforscher Lothar Adler, Ärztlicher Direktor des Ökumenischen Hainich-Klinikums Mühlhausen, diagnostizierte, es sei typisch für einen impulsiven Lebensmüden, der „psychosozial isoliert und gescheitert“ sei. Dass der Rachsüchtige nicht nur seinen ehemaligen Arbeitgeber tötete, sondern auch Jahre nach dem Ende der Schullaufbahn die Lehrerschaft abstrafen wollte, verwundert den Experten keineswegs: „Die Schulzeit ist für viele eine Zeit der Kränkung. So wird die Schule zum Angriffsort.“ Auch die Polizei ging am Ende von diesem Motiv aus, „alles sehe nach einem Rachefeldzug an seinen vermeintlichen Feinden aus“, sagte ein Ermittler. Ein zuerst angenommenes rechtsradikales Motiv schloss die Polizei aus.
Laut einem Bericht von Spiegel Online wollte Labus sich einige Jahre vorher als Söldner im Kosovo melden, doch an der kroatischen Grenze sei er zurückgeschickt worden, abgefangen von Soldaten.

## Wirkung
Im Freisinger Dom fanden zum Gedenken eine Lichterprozession und ein ökumenischer Gedenkgottesdienst statt. Der Unterricht für die Schüler der Wirtschaftsschule begann zwar in derselben Woche wieder, das Schulgebäude blieb wegen der Ermittlungen allerdings weiter geschlossen. Die Jugendlichen wichen in die direkt angrenzende Fachoberschule aus. Auch diese Schule war indirekt vom Amoklauf betroffen. Da man während der Tat nicht sagen konnte, wo sich der Täter aufhält, fanden auch hier entsprechende Einschlussmaßnahmen statt. Als sich herausstellte, dass sich der Täter dort nicht aufgehalten hatte, wurde sie jedoch für einige Tage der Wirtschaftsschule überlassen.
Bayerns Ministerpräsident Edmund Stoiber (CSU) sprach den Angehörigen der Opfer im Namen des gesamten Kabinetts seine Anteilnahme aus. Otto Schily (SPD) ließ verlauten, das „schreckliche Ereignis“ sei „nicht dazu geeignet, die große Zahl der legalen Waffenbesitzer ins Zwielicht zu setzen“.
Nach Angaben des bayerischen Finanzministeriums machten sechs Lehrer nach dem Amoklauf einen Dienstunfall geltend. Sie waren laut Ministerium alle in der Schule, manche hätten von dem Anschlag allerdings erst erfahren, als sie das Gebäude verließen. Diese Fälle seien alle als Dienstunfall anerkannt worden.
Vier Monate später erhielt der Lehrer, den Labus eigentlich erschießen wollte, eine anonyme Morddrohung: „Du kannst ja schon wieder lachen, wir werden Dich jagen, wir werden Dich schlachten“, hieß es in dem Schreiben, das mit „Adams Erben“ unterzeichnet war.